# 荘内村 (香川県)
荘内村（しょうないむら）は、かつて香川県にあった村。

## 地理
- 荘内半島

## 沿革
- 1890年（明治23年）2月15日 - 町村制施行により三野郡大浜浦、生里浦、箱浦、積浦が合併し、荘内村が発足。
- 1899年（明治32年）3月16日 - 郡の統合により三豊郡に所属。
- 1955年（昭和30年）4月1日 - 三豊郡詫間町、粟島村、荘内村と合併し詫間町を新設して消滅。